# 上村勝彦
上村 勝彦（かみむら かつひこ、1944年3月5日 - 2003年1月24日）は、日本の古代インド文学研究者、東京大学東洋文化研究所教授を務めた。文学博士。

## 来歴・人物
東京都浅草寺支院に生まれる。サンスクリット文学、インド哲学・思想を研究し、もっとも難解な言語と評されるインド古典語サンスクリット語（梵語）による文学作品を非常に分かり易く、親しみやすい日本語で考察した著作は、高い評価を受けている。初の『マハーバーラタ』（全11巻予定）の原典全訳を行っていたが、8巻目の中途で、急逝し未完となった。遺稿となった第8巻は、2005年5月に刊行された（師原實が、追悼あとがきを行った）。

## 経歴

### 学歴
- 1959年3月 台東区立浅草小学校卒業
- 1959年4月 開成中学校入学
- 1962年3月 開成高等学校卒業
- 1962年4月 東京大学文科III類入学
- 1967年3月 東京大学文学部フランス語フランス文学専修課程卒業
- 1970年4月 東京大学大学院人文科学研究科印度哲学専門課程修士課程修了
- 1970年4月 東京大学大学院人文科学研究科印度哲学専門課程博士課程進学
- 1971年3月 東京大学大学院人文科学研究科印度哲学専門課程博士課程中退（助手就任のため）
- 1988年12月 学位請求論文「インド古典演劇論における美的経験」により文学博士学位取得(東京大学)

### 留学
- 1971年11月20日－1973年9月11日 マドラス大学（文部省派遣留学生）

### 職歴
- 1971年4月 東京大学文学部（印度哲学）助手
- 1973年10月 財団法人東方研究会専任研究員
- 1978年4月 國學院大學専任講師
- 1980年4月 國學院大學助教授
- 1986年4月 東京大学東洋文化研究所助教授
- 1988年4月 東京大学東洋文化研究所教授（2003年1月24日死去まで）

### 講師歴（非常勤）
- 早稲田大学（1975年11月～1976年3月）、東京外国語大学（1975年11月～1976年3月）、筑波大学（1976年4月～1978年3月）、大正大学（1978年4月～1980年3月）、東京大学（1978年4月～1982年3月）東京都立大学 (1949-2011)（1979年4月～1979年9月）、津田塾大学(1980年4月～1982年3月)、東洋大学（1998年4月～2003年1月）、川村学園女子大学(1998年4月～2003年1月)

### 海外活動・出張
- 1979年8月22日～9月13日 ヨーロッパ（ボン、etc.)
- 1982年12月22日～1983年1月2日 インド（アジャンタ、エローラ、コナラク、マドラス）
- 1990年8月25日～9月8日 国際サンスクリット学会（ウィーン）
- 1995年11月～12月 インド（マドラス：東京大学特別事業費による海外派遣）

## 受賞歴
- 1982年10月16日「日本印度学仏教学会賞」
- 1988年12月19日「文学博士（東京大学）」
- 1991年7月20日「第2回鈴木学術財団特別賞」

（『インド古典演劇論における美的経験－Abhinavaguptaのrasa論－』） 　　
- 1991年11月2日第28回「日本翻訳文化賞」（『ジャータカ全集』第7巻）
- 2001年10月10日「中村元東方学術賞」 （財団法人東方研究会）

## 主な学会活動歴
日本印度学仏教学会(評議員) 、仏教思想学会(評議員) 、東方学会（評議員：1997年～1999年）、インド思想史学会理事（1993年） 、南アジア学会（理事：1998年～1999年） 、東京大学仏教青年会（理事：1992年、2002年）、 国際仏教交流センター（理事:2002年7月21日-2003年1月24日）

## 著書

### 単著
- 『インド神話』（東京書籍, 1981年／筑摩書房〈ちくま学芸文庫〉, 2003年）
- 『インドの詩人――バルトリハリとビルハナ』（春秋社, 1982年）
  - 『夢幻の愛――インド詩集』（春秋社, 1998年）
- 『ダンマパダの教え――初期仏教の「反社会」主義』（筑摩書房, 1987年）
- 『バガヴァッド・ギーターの世界――ヒンドゥー教の救済』（日本放送出版協会〈NHKライブラリー〉, 1998年／ちくま学芸文庫, 2007年）
- 『仏教を生きる（5） 真理の言葉――法句経』（中央公論新社, 2000年）
- 『始まりはインドから』（筑摩書房, 2004年）。※遺著・夫人があとがき担当。

### 学術論考
- 『インド古典演劇論における美的経験――Abhinavaguptaのrasa論』（東京大学出版会, 1990年）
- 『インド古典詩論研究――アーナンダヴァルダナのdhvani理論』（東京大学出版会, 1999年）

### 共編著
- 『アジアの民話（12） パンチャタントラ』 田中於菟弥共訳（大日本絵画巧芸美術, 1980年）
- 『インドの夢・インドの愛　サンスクリット・アンソロジー』 宮元啓一共訳編（春秋社, 1994年）
- 『サンスクリット語・その形と心』 風間喜代三共著（三省堂, 2010年）

### 訳書
- ソーマデーヴァ『屍鬼二十五話――インド伝奇集』（平凡社東洋文庫, 1978年）、ワイド版2004年。Kindle版も刊
- カウティリヤ『実利論――古代インドの帝王学』（岩波書店〈岩波文庫〉（上下）, 1984年）、復刊1998年、2013年
- 『ジャータカ全集（7） 第484話－第520話』（春秋社, 1988年）、新装版2008年
- 『バガヴァッド・ギーター』（岩波文庫, 1992年）。電子書籍も刊
- カーマンダキ 『ニーティサーラ――古典インドの政略論』（平凡社東洋文庫, 1992年）、ワイド版2008年
- 『原典訳 マハーバーラタ』（ちくま学芸文庫 8巻目まで, 2002年-2005年）。未完結、第8巻あとがき原實

## 参考資料
- 『インド古典演劇論における美的経験』（東京大学出版会, 1990年）
- 『インド古典詩論研究』（東京大学出版会, 1999年）- 各あとがき